# Medaliści igrzysk olimpijskich w tenisie stołowym

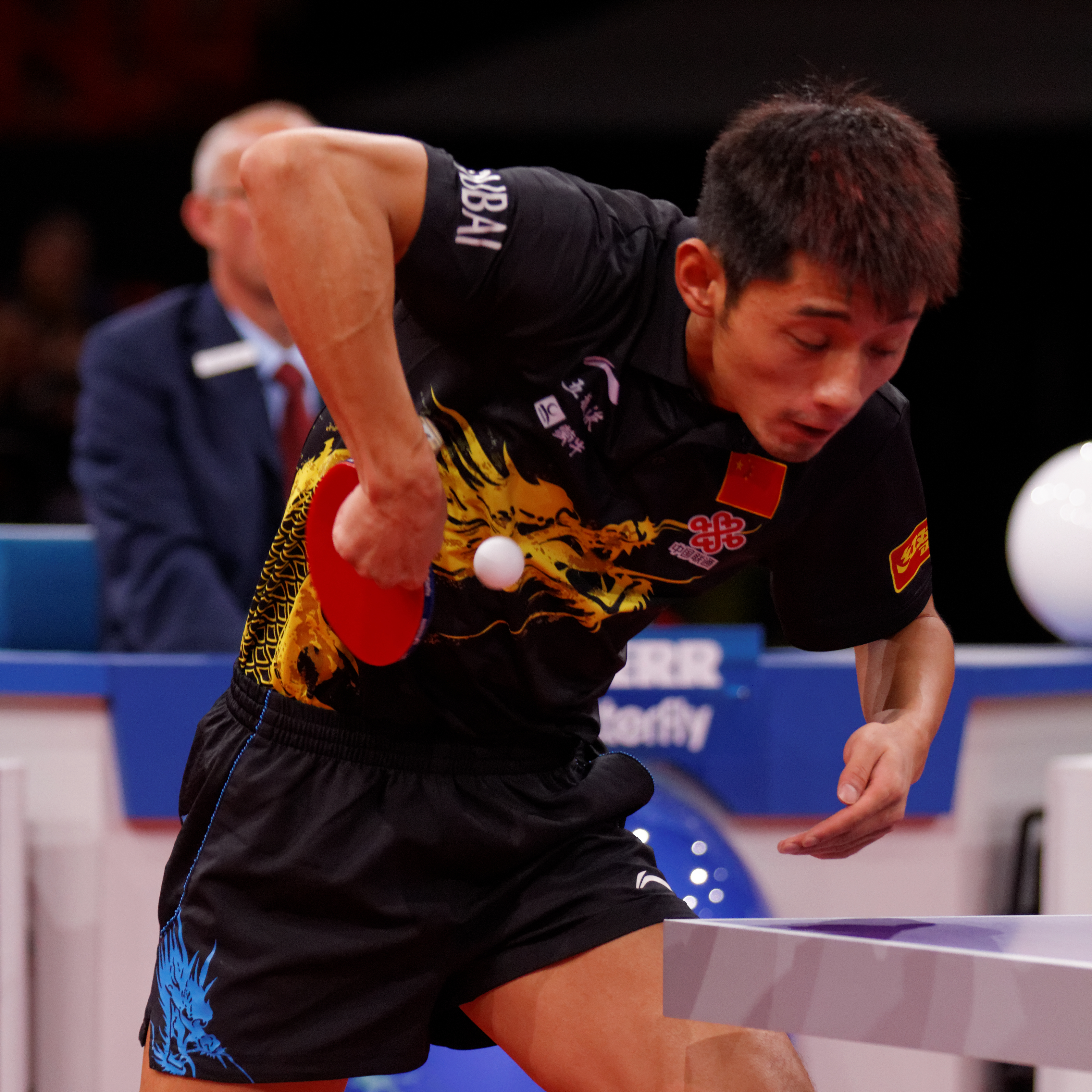
Zhang Jike – czterokrotny medalista olimpijski w tenisie stołowym

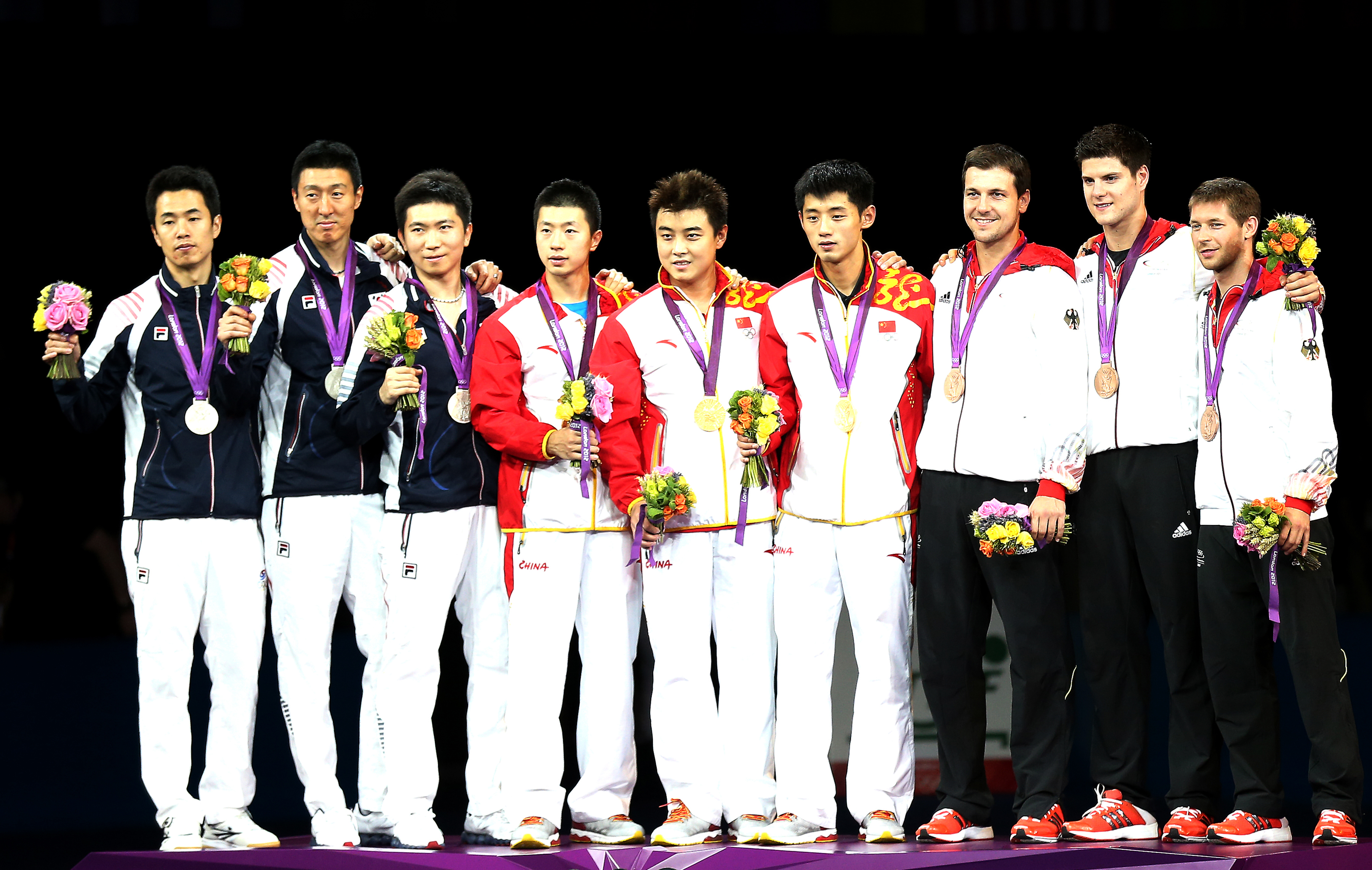
Medaliści olimpijscy w grze drużynowej mężczyzn podczas igrzysk w Londynie w 2012 roku

Medaliści igrzysk olimpijskich w tenisie stołowym – zestawienie zawodników i zawodniczek, którzy przynajmniej raz stanęli na podium zawodów olimpijskich w tenisie stołowym.
Tenis stołowy znajduje się w programie letnich igrzysk olimpijskich od igrzysk w Seulu w 1988 roku. Rozegrano wówczas cztery konkurencje – grę pojedynczą i podwójną kobiet i mężczyzn. Gra pojedyncza nadal znajduje się w programie olimpijskim, natomiast w miejsce gry podwójnej począwszy od igrzysk w Atenach w 2004 roku przeprowadzana jest rywalizacja drużynowa kobiet i mężczyzn. Podczas igrzysk w Tokio po raz pierwszy rozdano medale olimpijskie w grze mieszanej.
Najwięcej medali olimpijskich w tenisie stołowym zdobyli zawodnicy i zawodniczki z Chińskiej Republiki Ludowej. W ich dorobku jest 60 medale – 32 złote, 20 srebrnych i 8 brązowych. Tylko w pięciu konkurencjach Chińczycy nie zdobyli złota olimpijskiego, a w jednej nie zdobyli żadnego medalu. Drugie miejsce w klasyfikacji medalowej zajmuje Korea Południowa (18 medali – 3 złote, 3 srebrne i 12 brązowych), a trzecie Japonia (8 medali – 1 złoty, 3 srebrne i 4 brązowe).
Najbardziej utytułowanym zawodniczkiem jest Ma Long, który w latach 2012–2020 zdobył pięć złotych medali. Wśród kobiet pierwsze miejsce w indywidualnej klasyfikacji medalowej zajmuje Wang Nan, która z dorobkiem czterech złotych i jednego srebrnego medalu. Po cztery złote medale mają również Deng Yaping oraz Zhang Yining. Jedynym tenisistą stołowym, który zdobył sześć medali olimpijskich w tej dyscyplinie sportu, jest Niemiec Dimitrij Ovtcharov – zdobywca dwóch srebrnych i czterech brązowych medali.

## Medaliści chronologicznie

### Gra pojedyncza kobiet
Gra pojedyncza kobiet znajduje się w programie olimpijskim nieprzerwanie od igrzysk w Seulu w 1988 roku. Najbardziej utytułowanymi zawodniczkami w tej konkurencji są Deng Yaping i Zhang Yining, które zdobyły po dwa złote medale. Jako jedyna trzykrotnie na podium stanęła natomiast Chen Jing, w dorobku której są trzy medale, po jednym z każdego koloru. W tabeli przedstawiono medalistki w grze pojedynczej kobiet w latach 1988–2020.
| Rok i miejsce        |                | Złoto        |                | Srebro       |                  | Brąz          | Źr.    |
| -------------------- | -------------- | ------------ | -------------- | ------------ | ---------------- | ------------- | ------ |
| 1988, Seul           |                | Chen Jing    |                | Li Huifen    |                  | Jiao Zhimin   | [ 2 ]  |
| 1992, Barcelona      |                | Deng Yaping  |                | Qiao Hong    | Korea Południowa | Hyun Jung-hwa | [ 3 ]  |
| 1992, Barcelona      | Korea Północna | Deng Yaping  | Li Bun-hui     | Qiao Hong    |                  |               | [ 3 ]  |
| 1996, Atlanta        |                | Deng Yaping  |                | Chen Jing    |                  | Qiao Hong     | [ 4 ]  |
| 2000, Sydney         |                | Wang Nan     |                | Li Ju        |                  | Chen Jing     | [ 5 ]  |
| 2004, Ateny          |                | Zhang Yining | Korea Północna | Kim Hyang-mi | Korea Południowa | Kim Kyung-ah  | [ 6 ]  |
| 2008, Pekin          |                | Zhang Yining |                | Wang Nan     |                  | Guo Yue       | [ 7 ]  |
| 2012, Londyn         |                | Li Xiaoxia   |                | Ding Ning    | Singapur         | Feng Tianwei  | [ 8 ]  |
| 2016, Rio de Janeiro |                | Ding Ning    |                | Li Xiaoxia   | Korea Północna   | Kim Song-i    | [ 9 ]  |
| 2020, Tokio          |                | Chen Meng    |                | Sun Yingsha  | Japonia          | Mima Itō      | [ 10 ] |

### Gra podwójna kobiet
Na igrzyskach w Seulu w 1988 roku po raz pierwszy przeprowadzono rywalizację olimpijską w grze podwójnej kobiet. Konkurencja ta została usunięta z programu olimpijskiego po igrzyskach w Atenach w 2004 roku. Najbardziej utytułowanymi zawodniczkami w tej konkurencji są Deng Yaping, Qiao Hong i Wang Nan, które zdobyły po dwa złote medale. W tabeli przedstawiono medalistki w grze podwójnej kobiet w latach 1988–2004.
| Rok i miejsce   | Złoto                         | Srebro                    | Brąz                            | Źr.                         |
| --------------- | ----------------------------- | ------------------------- | ------------------------------- | --------------------------- |
| 1988, Seul      | Hyun Jung-hwa / Yang Young-ja | Chen Jing / Jiao Zhimin   | Jasna Fazlić / Gordana Perkučin | [ 12 ] [ 13 ] [ 14 ] [ 15 ] |
| 1992, Barcelona | Deng Yaping / Qiao Hong       | Chen Zihe / Gao Jun       | Li Bun-hui / Yu Sun-bok         | [ 16 ] [ 17 ] [ 18 ] [ 19 ] |
| 1992, Barcelona | Deng Yaping / Qiao Hong       | Chen Zihe / Gao Jun       | Hyun Jung-hwa / Hong Cha-ok     | [ 16 ] [ 17 ] [ 18 ] [ 19 ] |
| 1996, Atlanta   | Deng Yaping / Qiao Hong       | Liu Wei / Qiao Yunping    | Park Hae-jung / Ryu Ji-hye      | [ 20 ] [ 21 ] [ 22 ]        |
| 2000, Sydney    | Li Ju / Wang Nan              | Sun Jin / Yang Ying       | Kim Moo-kyo / Ryu Ji-hye        | [ 23 ] [ 24 ] [ 25 ]        |
| 2004, Ateny     | Wang Nan / Zhang Yining       | Lee Eun-sil / Seok Eun-mi | Guo Yue / Niu Jianfeng          | [ 26 ] [ 27 ] [ 28 ]        |

### Gra drużynowa kobiet
Gra drużynowa kobiet została włączona do programu olimpijskiego podczas igrzysk w Pekinie w 2008 roku, zastępując grę podwójną. W tej konkurencji najwięcej medali zdobyły Guo Yue, Ding Ning i Li Xiaoxia, które wywalczyły po dwa złote medale. W tabeli przedstawiono pełne składy wszystkich drużyn, które w tej konkurencji zdobyły medale w latach 2008–2020.
| Rok i miejsce        | Złoto                                 | Srebro                                            | Brąz                                                    | Źr.                         |
| -------------------- | ------------------------------------- | ------------------------------------------------- | ------------------------------------------------------- | --------------------------- |
| 2008, Pekin          | ChRL Guo Yue Wang Nan Zhang Yining    | Singapur Feng Tianwei Li Jiawei Wang Yuegu        | Korea Południowa Dang Ye-seo Kim Kyung-ah Park Mi-young | [ 30 ] [ 31 ] [ 32 ] [ 33 ] |
| 2012, Londyn         | ChRL Li Xiaoxia Guo Yue Ding Ning     | Japonia Ai Fukuhara Sayaka Hirano Kasumi Ishikawa | Singapur Li Jiawei Wang Yuegu Feng Tianwei              | [ 34 ]                      |
| 2016, Rio de Janeiro | ChRL Liu Shiwen Ding Ning Li Xiaoxia  | Niemcy Han Ying Petrissa Solja Shan Xiaona        | Japonia Ai Fukuhara Kasumi Ishikawa Mima Itō            | [ 35 ]                      |
| 2020, Tokio          | ChRL Chen Meng Sun Yingsha Wang Manyu | Japonia Miu Hirano Kasumi Ishikawa Mima Itō       | Hongkong Doo Hoi Kem Lee Ho Ching Minnie Soo            | [ 36 ]                      |

### Gra pojedyncza mężczyzn
Zawody olimpijskie w grze pojedynczej mężczyzn są częścią igrzysk nieprzerwanie od 1988 roku. Na igrzyskach w Barcelonie w 1992 roku złoty medal zdobył Szwed Jan-Ove Waldner. To jedyna konkurencja w tenisie stołowym, w której złoty medal olimpijski wywalczył zawodnik spoza Azji. Najbardziej utytułowanym zawodnikiem w grze pojedynczej jest Ma Long z dwoma złotymi medalami. W tabeli przedstawiono medalistów w singlu mężczyzn w latach 1988–2020.
| Rok i miejsce        |                  | Złoto           |                  | Srebro               |                  | Brąz               | Źr.    |
| -------------------- | ---------------- | --------------- | ---------------- | -------------------- | ---------------- | ------------------ | ------ |
| 1988, Seul           | Korea Południowa | Yoo Nam-kyu     | Korea Południowa | Kim Ki-taik          | Szwecja          | Erik Lindh         | [ 38 ] |
| 1992, Barcelona      | Szwecja          | Jan-Ove Waldner | Francja          | Jean-Philippe Gatien | Korea Południowa | Kim Taek-soo       | [ 39 ] |
| 1992, Barcelona      | Szwecja          | Jan-Ove Waldner | Francja          | Jean-Philippe Gatien | Ma Wenge         |                    | [ 39 ] |
| 1996, Atlanta        |                  | Liu Guoliang    |                  | Wang Tao             | Niemcy           | Jörg Roßkopf       | [ 40 ] |
| 2000, Sydney         |                  | Kong Linghui    | Szwecja          | Jan-Ove Waldner      |                  | Liu Guoliang       | [ 41 ] |
| 2004, Ateny          | Korea Południowa | Ryu Seung-min   |                  | Wang Hao             |                  | Wang Liqin         | [ 42 ] |
| 2008, Pekin          |                  | Ma Lin          |                  | Wang Hao             |                  | Wang Liqin         | [ 43 ] |
| 2012, Londyn         |                  | Zhang Jike      |                  | Wang Hao             | Niemcy           | Dimitrij Ovtcharov | [ 44 ] |
| 2016, Rio de Janeiro |                  | Ma Long         |                  | Zhang Jike           | Japonia          | Jun Mizutani       | [ 45 ] |
| 2020, Tokio          |                  | Ma Long         |                  | Fan Zhendong         | Niemcy           | Dimitrij Ovtcharov | [ 46 ] |

### Gra podwójna mężczyzn
Gra podwójna mężczyzn znajdowała się w programie olimpijskim od igrzysk w Seulu w 1988 roku do igrzysk w Atenach w roku 2004. Na czele klasyfikacji medalowej w tej konkurencji, z dorobkiem jednego złotego i jednego srebrnego medalu, są Chińczycy Kong Linghui, Liu Guoliang, Lü Lin i Wang Tao. W tabeli przedstawiono medalistów w deblu mężczyzn w latach 1988–2004.
| Rok i miejsce   | Złoto                        | Srebro                           | Brąz                                 | Źr.                                |
| --------------- | ---------------------------- | -------------------------------- | ------------------------------------ | ---------------------------------- |
| 1988, Seul      | Chen Longcan / Wei Qingguang | Ilija Lupulesku / Zoran Primorac | Ahn Jae-hyung / Yoo Nam-kyu          | [ 48 ] [ 14 ] [ 15 ] [ 13 ] [ 49 ] |
| 1992, Barcelona | Lü Lin / Wang Tao            | Steffen Fetzner / Jörg Roßkopf   | Kang Hee-chan / Lee Chul-seung       | [ 50 ] [ 17 ] [ 18 ] [ 51 ]        |
| 1992, Barcelona | Lü Lin / Wang Tao            | Steffen Fetzner / Jörg Roßkopf   | Kim Taek-soo / Yoo Nam-kyu           | [ 50 ] [ 17 ] [ 18 ] [ 51 ]        |
| 1996, Atlanta   | Liu Guoliang / Kong Linghui  | Lü Lin / Wang Tao                | Lee Chul-seung / Yoo Nam-kyu         | [ 52 ] [ 21 ] [ 22 ]               |
| 2000, Sydney    | Wang Liqin / Yan Sen         | Liu Guoliang / Kong Linghui      | Jean-Philippe Gatien / Patrick Chila | [ 53 ] [ 24 ] [ 54 ]               |
| 2004, Ateny     | Chen Qi / Ma Lin             | Ko Lai Chak / Li Ching           | Michael Maze / Finn Tugwell          | [ 55 ] [ 27 ] [ 56 ] [ 57 ]        |

### Gra drużynowa mężczyzn
Grę drużynową mężczyzn wprowadzono do programu olimpijskiego podczas igrzysk w Pekinie w 2008 roku, zastępując grę podwójną. W tej konkurencji najwięcej medali zdobył Chińczyk Ma Long, w dorobku którego są trzy złote medale. W tabeli przedstawiono pełne składy wszystkich drużyn, które w tej konkurencji zdobyły medale w latach 2008–2020.
| Rok i miejsce        | Złoto                            | Srebro                                                 | Brąz                                                      | Źr.    |
| -------------------- | -------------------------------- | ------------------------------------------------------ | --------------------------------------------------------- | ------ |
| 2008, Pekin          | ChRL Ma Lin Wang Hao Wang Liqin  | Niemcy Dimitrij Ovtcharov Timo Boll Christian Süß      | Korea Południowa Oh Sang-eun Ryu Seung-min Yoon Jae-young | [ 59 ] |
| 2012, Londyn         | ChRL Ma Long Zhang Jike Wang Hao | Korea Południowa Ryu Seung-min Joo Se-hyuk Oh Sang-eun | Niemcy Timo Boll Dimitrij Ovtcharov Bastian Steger        | [ 60 ] |
| 2016, Rio de Janeiro | ChRL Zhang Jike Ma Long Xu Xin   | Japonia Kōki Niwa Jun Mizutani Maharu Yoshimura        | Niemcy Timo Boll Dimitrij Ovtcharov Bastian Steger        | [ 61 ] |
| 2020, Tokio          | ChRL Fan Zhendong Ma Long Xu Xin | Niemcy Timo Boll Patrick Franziska Dimitrij Ovtcharov  | Japonia Tomokazu Harimoto Jun Mizutani Kōki Niwa          | [ 62 ] |

### Gra mieszana
Gra mieszana została włączona do programu igrzysk w Tokio. W skład każdego zespołu wchodzi jeden zawodnik i jedna zawodniczka. Poniżej przedstawiono medalistów olimpijskich z 2020 roku.
| Rok i miejsce | Złoto                   | Srebro              | Brąz                       | Źr.    |
| ------------- | ----------------------- | ------------------- | -------------------------- | ------ |
| 2020, Tokio   | Mima Itō / Jun Mizutani | Liu Shiwen / Xu Xin | Cheng I-ching / Lin Yun-ju | [ 63 ] |

## Klasyfikacje medalowe

### Klasyfikacja zawodników
W poniższym zestawieniu ujęto klasyfikację zawodników, którzy zdobyli przynajmniej jeden medal olimpijski w tenisie stołowym. W przypadku, gdy dwóch lub więcej zawodników zdobyło tę samą liczbę medali wszystkich kolorów, wzięto pod uwagę najpierw kolejność chronologiczną, a następnie porządek alfabetyczny.
| Miejsce | Zawodnik             | Państwo          | Lata      | Złoto | Srebro | Brąz | Razem |
| ------- | -------------------- | ---------------- | --------- | ----- | ------ | ---- | ----- |
| 1.      | Ma Long              | ChRL             | 2012–2020 | 5     | –      | –    | 5     |
| 2.      | Zhang Jike           | ChRL             | 2012–2016 | 3     | 1      | –    | 4     |
| 3.      | Ma Lin               | ChRL             | 2004–2008 | 3     | –      | –    | 3     |
| 4.      | Wang Hao             | ChRL             | 2004–2012 | 2     | 3      | –    | 5     |
| 5.      | Liu Guoliang         | ChRL             | 1996–2000 | 2     | 1      | 1    | 4     |
| 6.      | Kong Linghui         | ChRL             | 1996–2000 | 2     | 1      | –    | 3     |
| 6.      | Xu Xin               | ChRL             | 2016–2020 | 2     | 1      | –    | 3     |
| 8.      | Wang Liqin           | ChRL             | 2000–2008 | 2     | –      | 2    | 4     |
| 9.      | Wang Tao             | ChRL             | 1992–1996 | 1     | 2      | –    | 3     |
| 10.     | Jun Mizutani         | Japonia          | 2016–2020 | 1     | 1      | 2    | 4     |
| 11.     | Ryu Seung-min        | Korea Południowa | 2004–2012 | 1     | 1      | 1    | 3     |
| 12.     | Lü Lin               | ChRL             | 1992–1996 | 1     | 1      | –    | 2     |
| 12.     | Jan-Ove Waldner      | Szwecja          | 1992–2000 | 1     | 1      | –    | 2     |
| 12.     | Fan Zhendong         | ChRL             | 2020      | 1     | 1      | –    | 2     |
| 15.     | Yoo Nam-kyu          | Korea Południowa | 1988–1996 | 1     | –      | 3    | 4     |
| 16.     | Chen Longcan         | ChRL             | 1988      | 1     | –      | –    | 1     |
| 16.     | Wei Qingguang        | ChRL             | 1988      | 1     | –      | –    | 1     |
| 16.     | Yan Sen              | ChRL             | 2000      | 1     | –      | –    | 1     |
| 16.     | Chen Qi              | ChRL             | 2004      | 1     | –      | –    | 1     |
| 20.     | Dimitrij Ovtcharov   | Niemcy           | 2012–2020 | –     | 2      | 4    | 6     |
| 21.     | Timo Boll            | Niemcy           | 2008–2020 | –     | 2      | 2    | 4     |
| 22.     | Jean-Philippe Gatien | Francja          | 1992–2000 | –     | 1      | 1    | 2     |
| 22.     | Jörg Roßkopf         | Niemcy           | 1992–1996 | –     | 1      | 1    | 2     |
| 22.     | Oh Sang-eun          | Korea Południowa | 2008–2012 | –     | 1      | 1    | 2     |
| 22.     | Kōki Niwa            | Japonia          | 2016–2020 | –     | 1      | 1    | 2     |
| 26.     | Kim Ki-taik          | Korea Południowa | 1988      | –     | 1      | –    | 1     |
| 26.     | Ilija Lupulesku      | Jugosławia       | 1988      | –     | 1      | –    | 1     |
| 26.     | Zoran Primorac       | Jugosławia       | 1988      | –     | 1      | –    | 1     |
| 26.     | Steffen Fetzner      | Niemcy           | 1992      | –     | 1      | –    | 1     |
| 26.     | Ko Lai Chak          | Hongkong         | 2004      | –     | 1      | –    | 1     |
| 26.     | Li Ching             | Hongkong         | 2004      | –     | 1      | –    | 1     |
| 26.     | Christian Süß        | Niemcy           | 2008      | –     | 1      | –    | 1     |
| 26.     | Joo Sae-hyuk         | Korea Południowa | 2012      | –     | 1      | –    | 1     |
| 26.     | Maharu Yoshimura     | Japonia          | 2016      | –     | 1      | –    | 1     |
| 26.     | Patrick Franziska    | Niemcy           | 2020      | –     | 1      | –    | 1     |
| 36.     | Kim Taek-soo         | Korea Południowa | 1992      | –     | –      | 2    | 2     |
| 36.     | Lee Chul-seung       | Korea Południowa | 1992–1996 | –     | –      | 2    | 2     |
| 36.     | Bastian Steger       | Niemcy           | 2012–2016 | –     | –      | 2    | 2     |
| 39.     | Ahn Jae-hyung        | Korea Południowa | 1988      | –     | –      | 1    | 1     |
| 39.     | Erik Lindh           | Szwecja          | 1988      | –     | –      | 1    | 1     |
| 39.     | Kang Hee-chan        | Korea Południowa | 1992      | –     | –      | 1    | 1     |
| 39.     | Ma Wenge             | ChRL             | 1992      | –     | –      | 1    | 1     |
| 39.     | Patrick Chila        | Francja          | 2000      | –     | –      | 1    | 1     |
| 39.     | Michael Maze         | Dania            | 2004      | –     | –      | 1    | 1     |
| 39.     | Finn Tugwell         | Dania            | 2004      | –     | –      | 1    | 1     |
| 39.     | Yoon Jae-young       | Korea Południowa | 2008      | –     | –      | 1    | 1     |
| 39.     | Tomokazu Harimoto    | Japonia          | 2020      | –     | –      | 1    | 1     |
| 39.     | Lin Yun-ju           | Chińskie Tajpej  | 2020      | –     | –      | 1    | 1     |

### Klasyfikacja zawodniczek
W poniższym zestawieniu ujęto klasyfikację zawodniczek, które zdobyły przynajmniej jeden medal olimpijski w tenisie stołowym. W przypadku, gdy dana zawodniczka startowała w barwach więcej niż jednej reprezentacji, podano wszystkie reprezentacje, dla których zdobywała medale olimpijskie. W przypadku, gdy dwie lub więcej zawodniczek zdobyło tę samą liczbę medali wszystkich kolorów, wzięto pod uwagę najpierw kolejność chronologiczną, a następnie porządek alfabetyczny.
| Miejsce | Zawodniczka      | Państwo              | Lata      | Złoto | Srebro | Brąz | Razem |
| ------- | ---------------- | -------------------- | --------- | ----- | ------ | ---- | ----- |
| 1.      | Wang Nan         | ChRL                 | 2000–2008 | 4     | 1      | –    | 5     |
| 2.      | Deng Yaping      | ChRL                 | 1992–1996 | 4     | –      | –    | 4     |
| 2.      | Zhang Yining     | ChRL                 | 2004–2008 | 4     | –      | –    | 4     |
| 4.      | Ding Ning        | ChRL                 | 2012–2016 | 3     | 1      | –    | 4     |
| 4.      | Li Xiaoxia       | ChRL                 | 2012–2016 | 3     | 1      | –    | 4     |
| 6.      | Qiao Hong        | ChRL                 | 1992–1996 | 2     | 1      | 1    | 4     |
| 7.      | Guo Yue          | ChRL                 | 2004–2012 | 2     | –      | 2    | 4     |
| 8.      | Chen Meng        | ChRL                 | 2020      | 2     | –      | –    | 2     |
| 9.      | Chen Jing        | ChRL Chińskie Tajpej | 1988–2000 | 1     | 2      | 1    | 4     |
| 10.     | Mima Itō         | Japonia              | 2016–2020 | 1     | 1      | 2    | 4     |
| 11.     | Li Ju            | ChRL                 | 2000      | 1     | 1      | –    | 2     |
| 11.     | Liu Shiwen       | ChRL                 | 2016–2020 | 1     | 1      | –    | 2     |
| 11.     | Sun Yingsha      | ChRL                 | 2020      | 1     | 1      | –    | 2     |
| 14.     | Hyun Jung-hwa    | Korea Południowa     | 1988–1992 | 1     | –      | 2    | 3     |
| 15.     | Yang Young-ja    | Korea Południowa     | 1988      | 1     | –      | –    | 1     |
| 15.     | Wang Manyu       | ChRL                 | 2020      | 1     | –      | –    | 1     |
| 17.     | Kasumi Ishikawa  | Japonia              | 2012–2020 | –     | 2      | 1    | 3     |
| 18.     | Feng Tianwei     | Singapur             | 2008–2012 | –     | 1      | 2    | 3     |
| 19.     | Jiao Zhimin      | ChRL                 | 1988      | –     | 1      | 1    | 2     |
| 19.     | Li Jiawei        | Singapur             | 2008–2012 | –     | 1      | 1    | 2     |
| 19.     | Wang Yuegu       | Singapur             | 2008–2012 | –     | 1      | 1    | 2     |
| 19.     | Ai Fukuhara      | Japonia              | 2012–2016 | –     | 1      | 1    | 2     |
| 23.     | Li Huifen        | ChRL                 | 1988      | –     | 1      | –    | 1     |
| 23.     | Chen Zihe        | ChRL                 | 1992      | –     | 1      | –    | 1     |
| 23.     | Gao Jun          | ChRL                 | 1992      | –     | 1      | –    | 1     |
| 23.     | Liu Wei          | ChRL                 | 1996      | –     | 1      | –    | 1     |
| 23.     | Qiao Yunping     | ChRL                 | 1996      | –     | 1      | –    | 1     |
| 23.     | Sun Jin          | ChRL                 | 2000      | –     | 1      | –    | 1     |
| 23.     | Yang Ying        | ChRL                 | 2000      | –     | 1      | –    | 1     |
| 23.     | Kim Hyang-mi     | Korea Północna       | 2004      | –     | 1      | –    | 1     |
| 23.     | Lee Eun-sil      | Korea Południowa     | 2004      | –     | 1      | –    | 1     |
| 23.     | Seok Eun-mi      | Korea Południowa     | 2004      | –     | 1      | –    | 1     |
| 23.     | Sayaka Hirano    | Japonia              | 2012      | –     | 1      | –    | 1     |
| 23.     | Han Ying         | Niemcy               | 2016      | –     | 1      | –    | 1     |
| 23.     | Shan Xiaona      | Niemcy               | 2016      | –     | 1      | –    | 1     |
| 23.     | Petrissa Solja   | Niemcy               | 2016      | –     | 1      | –    | 1     |
| 23.     | Miu Hirano       | Japonia              | 2020      | –     | 1      | –    | 1     |
| 38.     | Li Bun-hui       | Korea Północna       | 1992      | –     | –      | 2    | 2     |
| 38.     | Ryu Ji-hye       | Korea Południowa     | 1996–2000 | –     | –      | 2    | 2     |
| 38.     | Kim Kyung-ah     | Korea Południowa     | 2004–2008 | –     | –      | 2    | 2     |
| 41.     | Jasna Fazlić     | Jugosławia           | 1988      | –     | –      | 1    | 1     |
| 41.     | Gordana Perkučin | Jugosławia           | 1988      | –     | –      | 1    | 1     |
| 41.     | Hong Cha-ok      | Korea Południowa     | 1992      | –     | –      | 1    | 1     |
| 41.     | Yu Sun-bok       | Korea Północna       | 1992      | –     | –      | 1    | 1     |
| 41.     | Park Hae-jung    | Korea Południowa     | 1996      | –     | –      | 1    | 1     |
| 41.     | Kim Moo-kyo      | Korea Południowa     | 2000      | –     | –      | 1    | 1     |
| 41.     | Niu Jianfeng     | ChRL                 | 2004      | –     | –      | 1    | 1     |
| 41.     | Dang Ye-seo      | Korea Południowa     | 2008      | –     | –      | 1    | 1     |
| 41.     | Park Mi-young    | Korea Południowa     | 2008      | –     | –      | 1    | 1     |
| 41.     | Kim Song-i       | Korea Północna       | 2016      | –     | –      | 1    | 1     |
| 41.     | Cheng I-ching    | Hongkong             | 2020      | –     | –      | 1    | 1     |
| 41.     | Lee Ho Ching     | Hongkong             | 2020      | –     | –      | 1    | 1     |
| 41.     | Doo Hoi Kem      | Chińskie Tajpej      | 2020      | –     | –      | 1    | 1     |
| 41.     | Minnie Soo       | Hongkong             | 2020      | –     | –      | 1    | 1     |

### Klasyfikacja państw
Poniższa tabela przedstawia klasyfikację państw, które zdobyły przynajmniej jeden medal olimpijski w tenisie stołowym. Uwzględniono wspólnie medale zdobyte przez mężczyzn i kobiety.
| Miejsce | Państwo          | Złoto | Srebro | Brąz | Razem |
| ------- | ---------------- | ----- | ------ | ---- | ----- |
| 1.      | ChRL             | 32    | 20     | 8    | 60    |
| 2.      | Korea Południowa | 3     | 3      | 12   | 18    |
| 3.      | Japonia          | 1     | 3      | 4    | 8     |
| 4.      | Szwecja          | 1     | 1      | 1    | 3     |
| 5.      | Niemcy           | –     | 4      | 5    | 9     |
| 6.      | Korea Północna   | –     | 1      | 3    | 4     |
| 7.      | Chińskie Tajpej  | –     | 1      | 2    | 3     |
| 8.      | Francja          | –     | 1      | 1    | 2     |
| 8.      | Hongkong         | –     | 1      | 1    | 2     |
| 8.      | Jugosławia       | –     | 1      | 1    | 2     |
| 8.      | Singapur         | –     | 1      | 1    | 2     |
| 12.     | Dania            | –     | –      | 1    | 1     |

#### Klasyfikacja państw według lat
W poniższej tabeli zestawiono państwa według liczby medali zdobytych w tenisie stołowym podczas kolejnych edycji letnich igrzysk olimpijskich. Przedstawiono sumę wszystkich medali (złotych, srebrnych i brązowych) we wszystkich konkurencjach łącznie.
| Państwo          | '88 | '92 | '96 | '00 | '04 | '08 | '12 | '16 | '20 | suma |
| ---------------- | --- | --- | --- | --- | --- | --- | --- | --- | --- | ---- |
| ChRL             | 5   | 6   | 8   | 8   | 6   | 8   | 6   | 6   | 7   | 60   |
| Chińskie Tajpej  | –   | –   | 1   | 1   | –   | –   | –   | –   | 1   | 3    |
| Dania            | –   | –   | –   | –   | 1   | –   | –   | –   | –   | 1    |
| Francja          | –   | 1   | –   | 1   | –   | –   | –   | –   | –   | 2    |
| Hongkong         | –   | –   | –   | –   | 1   | –   | –   | –   | 1   | 2    |
| Japonia          | –   | –   | –   | –   | –   | –   | 1   | 3   | 4   | 8    |
| Jugosławia       | 2   | –   | –   | –   | –   | –   | –   | –   | –   | 2    |
| Korea Południowa | 4   | 5   | 2   | 1   | 3   | 2   | 1   | –   | –   | 18   |
| Korea Północna   | –   | 2   | –   | –   | 1   | –   | –   | 1   | –   | 4    |
| Niemcy           | –   | 1   | 1   | –   | –   | 1   | 2   | 2   | 2   | 9    |
| Singapur         | –   | –   | –   | –   | –   | 1   | 2   | –   | –   | 3    |
| Szwecja          | 1   | 1   | –   | 1   | –   | –   | –   | –   | –   | 3    |
| Suma             | 12  | 16  | 12  | 12  | 12  | 12  | 12  | 12  | 15  | 115  |

#### Klasyfikacja państw według konkurencji
W poniższej tabeli przedstawiono liczbę medali zdobytych przez poszczególne państwa w konkurencjach w tenisie stołowym. Zastosowano następujące skróty:
- sing. – gra pojedyncza,
- deb. – gra podwójna,
- druż. – gra drużynowa,
- mikst – gra mieszana.

| Państwo          | sing. (k) | deb. (k) | druż. (k) | sing. (m) | deb. (m) | druż. (m) | mikst | Suma |
| ---------------- | --------- | -------- | --------- | --------- | -------- | --------- | ----- | ---- |
| ChRL             | 19        | 9        | 4         | 16        | 8        | 3         | 1     | 60   |
| Chińskie Tajpej  | 2         | –        | –         | –         | –        | –         | 1     | 3    |
| Dania            | –         | –        | –         | –         | 1        | –         | –     | 1    |
| Francja          | –         | –        | –         | 1         | 1        | –         | –     | 2    |
| Hongkong         | –         | –        | 1         | –         | 1        | –         | –     | 2    |
| Japonia          | 1         | –        | 3         | 1         | –        | 2         | 1     | 8    |
| Jugosławia       | –         | 1        | –         | –         | 1        | –         | –     | 2    |
| Korea Południowa | 2         | 5        | 1         | 4         | 4        | 2         | –     | 18   |
| Korea Północna   | 3         | 1        | –         | –         | –        | –         | –     | 4    |
| Niemcy           | –         | –        | 1         | 3         | 1        | 4         | –     | 9    |
| Singapur         | 1         | –        | 2         | –         | –        | –         | –     | 3    |
| Szwecja          | –         | –        | –         | 3         | –        | –         | –     | 3    |
| Suma             | 28        | 16       | 12        | 28        | 16       | 12        | 3     | 115  |